# Regnans in Excelsis
Regnans in Excelsis bila je papinska bula koju je papa Pio V. 1570. izdao protiv engleske kraljice Elizabete I.
U njoj je papa optužio kraljicu Elizabetu da je napunila kraljevsko vijeće hereticima, te da je i ona sama heretik. Štoviše, papa je u njoj rekao da joj podanici više nisu dužni biti odani, te ekskomunicirao nju i sve one koji budu slušali njezine zapovijedi.
Ta bula rezultirala je serijom pokušaja ubojstava engleskih vladara od strane katoličkih ekstremista u različitim zavjerama. Nakon toga, engleska je počela koristiti još represivnije mjere protiv Jezuita (Isusovaca).
Papa Grgur VIII. 1580. izdao je objašnjenje prethodne bule prema kojoj su katolici dužni biti poslušni kraljici do trenutka kada se ne pojavi pogodna prilika za njezino svrgavanje.
Papa Siksto V. ponovio je ekskomunikaciju 1588.
John Felton, naivni katolik javno je izložio tu bulu na vrata palače londonskog biskupa. Kako je ta bula pozivala na svrgavanje engleskog vladara, Felton je obješen zbog veleizdaje 1570.
Samo godinu dana ranije, 1569. godine Elizabeta se suočila s katoličkom pobunom na sjeveru zemlje koju je potakao i papa Pio V. Pobunu je uspješno svladala i usprkos njoj nije započela proganjanja katolika nego je i dalje nastavila s tolerantnom politikom.

## Vanjske poveznice
- Tekst bule "Regnans in Excelsis" pape Pia V. (engl.)  Arhivirana inačica izvorne stranice od 20. srpnja 2008. (Wayback Machine)